# Aguié
Aguié est une ville du sud du Niger et le chef-lieu du département d'Aguié, dans la région de Maradi.

## Géographie

### Administration
Aguié est une commune urbaine du département d'Aguié, dans la région de Maradi au Niger. C'est le chef-lieu de ce département.

### Situation
Aguié est située à environ 75 km à l'est de Maradi et 620 km à l'est de Niamey, la capitale du pays.
| Sarkin Haoussa | Kanan-Bakaché | Tessaoua |
| Tchadoua       | Aguié         | Gazaoua  |
| Dan-Issa       | Nigeria       | Gangara  |

## Histoire
En 1972, Aguié devient le chef-lieu d’arrondissement, aujourd’hui département d’Aguié, séparé de l’arrondissement de Tessaoua. Le village est érigé au statut de commune urbaine en 2002 dans le cadre d’une réforme administrative nationale.

## Population
La population de la commune urbaine était estimée à 142 182 habitants en 2011,.

## Administrations et services
La commune dispose de services d'enseignement et de santé.
- Collège d'enseignement secondaire (CES) à Aguié.
- Collège d’Enseignement Général Franco-Arabe (CEG FA) à Aguié
- Collège d'enseignement général (CEG) à Guidan Dawaye.
- Collège d'enseignement technique (CET) à Aguié.
- CSP Fouré Complexe Scolaire Privée Houré
- CSP Samou Complexe Scolaire Privée Samou
- Centre de Formation aux Métiers (CFM) à Aguié.
- Hôpital de District à Aguié.
- Centre de Santé Intégré (CSI) à Aguié, Débi, Guidan Dawaye, Guidan Doutchi, Guidan Galadima, Maïguizaoua Kagnou et Naki Karfi.

## Économie
Les principales activités économiques d’Aguié sont le commerce, le transport et l'agriculture.

### Transport et communication
La ville se trouve sur la route nationale N1, le grand axe ouest-est Niamey-Dosso-Maradi-Zinder-Diffa-N'Guigmi.